# Toboso
Toboso is een gemeente in de Filipijnse provincie Negros Occidental. Bij de laatste census in 2007 had de gemeente ruim 41 duizend inwoners.

## Geografie

### Bestuurlijke indeling
Toboso is onderverdeeld in de volgende 9 barangays:
| - Bandila - Bug-ang - General Luna - Magticol - Poblacion - Salamanca - San Isidro - San Jose - Tabun-ac |

## Demografie
Toboso had bij de census van 2007 een inwoneraantal van 41.358 mensen. Dit zijn 646 mensen (1,6%) meer dan bij de vorige census van 2000. De gemiddelde jaarlijkse groei komt daarmee uit op 0,22%, hetgeen lager is dan het landelijk jaarlijks gemiddelde over deze periode (2,04%). Vergeleken met de census van 1995 is het aantal mensen met 2.735 (7,1%) toegenomen.